# 파리다 잘랄
파리다 잘랄(힌디어: फ़रीदा जलाल, 영어: Farida Jalal, 1949년 3월 14일 ~ )은 인도의 배우이다.

## 출연 작품
- 타르잔: 더 원더 카 (2004)
- 아아프코 페레 비 카힌 데카 하이 (2003)
- 더 레전드 오브 바가트 싱 (2002)
- 업세션 (2002)
- 쥬베이다 (2001)
- 초리 초리 춥케 춥케 (2001)
- 까삐꾸씨 까삐깜 (2001)
- 솔져 (1998)
- 무슨 일인가 일어나고 있어 (1998)
- 내 마음이 미쳤나봐 (1997)
- 라자 힌두스타니 (1996)
- 용감한 자가 신부를 데려가리 (1995)
- 더 비러브드 선 (1994)